# Jean Pede
Jean Louis Oscar Guy Pede (Oudenaarde, 7 januari 1927 – Brakel, 23 juli 2013) was een Belgisch politicus voor de PVV en VLD.

## Levensloop
Pede werd beroepshalve notaris. Hij werd geboren binnen twee liberale families, als zoon van Hubert Pede (1898-1965), notaris, schepen van Bevere en raadslid van de provincie Oost-Vlaanderen, en Lucienne Anna Valerie De Saegher (1898-2001).
Hij was gemeenteraadslid van Bottelare vanaf 1953 en na de fusie was hij van 1977 tot 2000 gemeenteraadslid van Merelbeke tot 2000. Hij was van 1959 tot 1976 burgemeester van Bottelare en van 1977 tot 1982 en van 1989 tot 1994 burgemeester van Merelbeke. Daarnaast was hij van 1958 tot 1965 provincieraadslid van Oost-Vlaanderen.
Van 1965 tot 1971 zetelde hij voor het kiesarrondissement Gent-Eeklo in de Kamer van volksvertegenwoordigers. Vervolgens zetelde Pede van 1971 tot 1995 in de Senaat als rechtstreeks verkozen senator.
In de periode december 1971-oktober 1980 zetelde hij als gevolg van het toen bestaande dubbelmandaat ook in de Cultuurraad voor de Nederlandse Cultuurgemeenschap, die op 7 december 1971 werd geïnstalleerd. Vanaf 21 oktober 1980 tot mei 1995 was hij lid van de Vlaamse Raad, de opvolger van de Cultuurraad en de voorloper van het huidige Vlaams Parlement. Hij was tweemaal voorzitter van de Vlaamse Raad: een eerste maal van 22 december 1981 tot 3 december 1985 en enkele jaren later gedurende een korte periode tussen 2 februari 1988 en 18 oktober 1988, waarna hij tot 20 oktober 1992 als tweede ondervoorzitter deel uitmaakte van het Bureau (dagelijks bestuur) van de Vlaamse Raad. Vanaf 1 juni 1995 mocht hij zich erevoorzitter van het Vlaams Parlement noemen.
Van december 1985 tot februari 1988 was hij Vlaams gemeenschapsminister van Binnenlandse Aangelegenheden en Ruimtelijke Ordening, in een gewestregering voorgezeten door Gaston Geens.
Hij overleed onverwacht op 23 juli 2013 in het rusthuis in Brakel waar hij sinds januari van dat jaar verbleef.

## Familie
Niet alleen als telg van de familie Pede maar ook via de familie De Saegher werd Jean Pede de opvolger in een traditie van notariaat en van lokale politieke activiteit binnen de liberale partij.
- Lucienne Anna Valerie De Saegher was de dochter van notaris, gemeenteraadslid van Bottelare en provincieraadslid van Oost-Vlaanderen Oscar De Saegher (1871-1939) én van diens achternicht Valentine De Saegher (1874-1932).
- Oscar was de zoon van Emile De Saegher (1841-1915), notaris, burgemeester van Bottelare, provinciaal raadslid van Oost-Vlaanderen én van Sidonie-Marie Van Cauwenberge (1846-1879).
- Emile De Saegher was de zoon van Charles Joseph De Saegher (1805-1866), notaris en burgemeester van Bottelare én van Justine Haesebeyt (1805-1874).
- Charles Joseph De Saegher was de zoon van burgemeester en notaris Ferdinand De Saegher (1775-1833) en van Marie Joanna Buysse (1773-1850).